# Бриджит Би
Бриджит Би (на английски: Bridgette B) е испанска порнографска актриса.

## Ранен живот
Родена е на 15 октомври 1985 г. в град Барселона, Испания.
Премества се в Съединените щати, когато e на почти 16 години. Завършва гимназия в Ню Йорк и след това се записва в Университета на щата Охайо. Там учи мърчандайзинг в областта на модата и получава магистърска степен по международен маркетинг. Докато учи работи като екзотична танцьорка. По-късно работи като търговец на недвижими имоти, но е заснета да мастурбира на работното си място от скрита камера и е уволнена.

## Кариера
Дебютира като актриса в порнографската индустрия през 2008 г., когато е на 24-годишна възраст. Първата ѝ сцена е за продукция на компанията „Вивид Ентъртейнмънт“, като си партнира с испанския порноактьор Марко Бандерас.
Участва във видеоклипа на песента „The Porn Life“ на Марко Бандерас.

## Награди и номинации
Носителка на награди
- 2012: AVN награда за недооценена звезда на годината.[7][8]
- 2018: XBIZ награда за най-добра секс сцена – виртуална реалност.[9]

Номинации
- 2011: Номинация за AVN награда за най-добра групова секс сцена (само момичета) – „Girlvana 5“ (Ники Роудс, Маделин Мари, Сара Вандела, Чарли Чейс, Моник Алекзандър, София Санти, Брин Тайлър, Джейдън Джеймс, Миси Стоун, Фелисити Вон, Рейлин, Кортни Къмз, Джулия Ан и Кира Лин).[7]
- 2011: Номинация за XRCO награда за недооценена звезда на годината.[7]
- 2012: Номинация за XRCO награда за недооценена звезда на годината.[10][11]
- 2012: Номинация за NightMoves награда за най-добра латино изпълнителка.[12]
- 2013: Номинация за NightMoves награда за най-добри гърди.[13]